# アンドロメダ座III
アンドロメダ座III(Andromeda III)は、アンドロメダ座の方角に約244万光年離れた位置にある矮小楕円体銀河である。局所銀河群の一部で、アンドロメダ銀河の伴銀河である。1970年と1971年に撮影された写真乾板から、シドニー・ファン・デン・ベルフによって発見された。